# جای خوب
جای خوب (انگلیسی: The Good Place) یک سریال تلویزیونی کمدی فانتزی آمریکایی است که توسط مایکل شور ساخته شده‌است. پخش این مجموعه در تاریخ ۱۹ سپتامبر ۲۰۱۶ از شبکه ان‌بی‌سی آغاز شد.
داستان این سریال بر زنی به نام النور شلستروپ (کریستن بل) تمرکز دارد که وارد زندگی بعد از مرگ می‌شود و در آن جا مایکل (تد دنسن) او را با «جای خوب» آشنا می‌کند. جای خوب آرمان‌شهری بهشت آسا است که انسان‌ها بسیار به سختی برای ورود به آن انتخاب می‌شوند. او متوجه می‌شود که اشتباهاً به این مکان وارد شده‌است و باید رفتارهای ناشایست خود را از دیگران پنهان کند و شخصی بهتر و با اخلاق شود. ویلیام جکسون هارپر، جمیله جمیل و منی جاسینتو در نقش دیگر ساکنان جای خوب و دارسی کاردن در نقش جانت، کمک رسان ساکنان، هستند.
جای خوب ، به ویژه برای نویسندگی ، بازیگری ، نوآوری، فضاسازی و لحن آن  تحسین منتقدان را دریافت کرده است. علاوه بر این ،  پیچش داستانی در پایان فصل اول و همچنین پرداختن و استفادهٔ خلاقانه از اخلاق و فلسفه با استقبال مثبت روبرو شده‌است.